# (There’s Gotta Be) More to Life
(There's Gotta Be) More to Life – singel z drugiego albumu Stacie Orrico
Piosenka została wyprodukowana przez The Underdogs i stała się kolejnym hitem po "Stuck" w Wielkiej Brytanii i USA. Utwór został wykorzystany w amerykańskiej kreskówce Kredonia oraz w filmie animowanym Roboty.

## Lista utworów
US: CD
1. "(There's Gotta Be) More To Life" (Album Version)
2. "(There's Gotta Be) More To Life" (JN Radio Edit)
3. "(There's Gotta Be) More To Life" (Global Soul Radio Edit)
4. "(There's Gotta Be) More To Life" (Goodandevil/Ruff Ryders Remix)
5. "(There's Gotta Be) More To Life" (Briss Remix)
6. "(There's Gotta Be) More To Life" (Dr. Octavo Extended Mix)
7. "(There's Gotta Be) More To Life" (Jason Nevins Club Creation)

US: DVD
1. "(There's Gotta Be) More To Life" (Video)
2. "(There's Gotta Be) More To Life" (Audio Remix)
3. "Stuck" (Video)
4. "Stuck" (Audio Remix)
5. Behind The Scenes
6. Photo Gallery

Europa: CD1
1. "(There's Gotta Be) More To Life"
2. "Stuck" (Barry Harris & Chris Cox Remix)
3. "Star Of My Story"

UK: CD 1
1. "(There's Gotta Be) More To Life" (Album Version)
2. "Star Of My Story"

UK: CD 2
1. "(There's Gotta Be) More To Life" (Album Version)
2. "(There's Gotta Be) More To Life" (Dr. Octavo Extended Mix)
3. "Star Of My Story"
4. "(There's Gotta Be) More To Life" (Video)

## Teledysk
Wideo ukazuje Orrico zmieniającą styl życia, jeden po drugim, począwszy od zadłużonej nastoletniej matki, a następnie piosenkarki ulicznej, maratończyka, modelki, kelnerki, kobiety biznesu, wyjętego spod prawa, BASE jumping tajnego agenta, i wreszcie ją samą. Teledysk został wyreżyserowany przez Dave'a Meyersa.
Istnieją dwie wersje tego teledysku. W drugiej wersji usunięto sceny kiedy ona i jej gang zakłada na głowy kominiarki i zamierza do sklepu by go obrabować.

## Listy przebojów
| Lista (2003)                                    | Najwyższa pozycja |
| ----------------------------------------------- | ----------------- |
| Australian ARIA Singles Chart                   | 11                |
| Ö3 Austria Top 40                               | 23                |
| Belgian Ultratop 50 Singles (Flandria)          | 36                |
| Dutch Top 40                                    | 12                |
| Irish Singles Chart                             | 9                 |
| German Singles Chart                            | 12                |
| Nowa Zelandia RIANZ Singles Chart               | 3                 |
| Norwegian Singles Chart                         | 2                 |
| Swedish Singles Chart                           | 45                |
| Swiss Singles Chart                             | 22                |
| Turcja Top 20 Chart                             | 1                 |
| UK Singles Chart                                | 12                |
| U.S. Billboard Hot 100                          | 30                |
| U.S. Billboard Top 40 Mainstream                | 5                 |
| U.S. Billboard Hot Adult Top 40                 | 31                |
| U.S. Billboard Hot Christian Songs              | 5                 |
| U.S. Billboard Hot Christian Adult Contemporary | 6                 |

### Certyfikaty
| Kraj      | Certyfikat | Sprzedaż |
| --------- | ---------- | -------- |
| Australia | Złoto      | 35,000+  |